# Чистець прямий
Чистець прямий (Stachys recta) — вид трав'янистих рослин родини глухокропивові (Lamiaceae), поширений у Європі й західній Азії.

## Опис
Багаторічна трав'яниста рослина 40–90 см заввишки. Чашечка 5–10 мм довжиною, зубці її зазвичай коротші від трубки (рідко рівні їй), з коротким вістрям.

## Поширення
Поширений у Європі й західній Азії.
В Україні вид зростає на лугових степах, степових схилах, кам'янистих відслоненнях, на узліссях і галявинах, листяних і змішаних лісів — у пн.-зх. і пн. частинах, нерідко.

## Використання
У давнину ця рослина використовувалася для різних цілющих і магічних цілей. Особливо вона мала служити для загоєння ударів і ножових поранень. Говорять, що гладіатори в Римській імперії носили рослину як амулет. У Східній Європі рослину використовували після кип'ятіння для купання дітей, щоб захистити їх від різних захворювань, а також проти «магічних впливів».

## Галерея

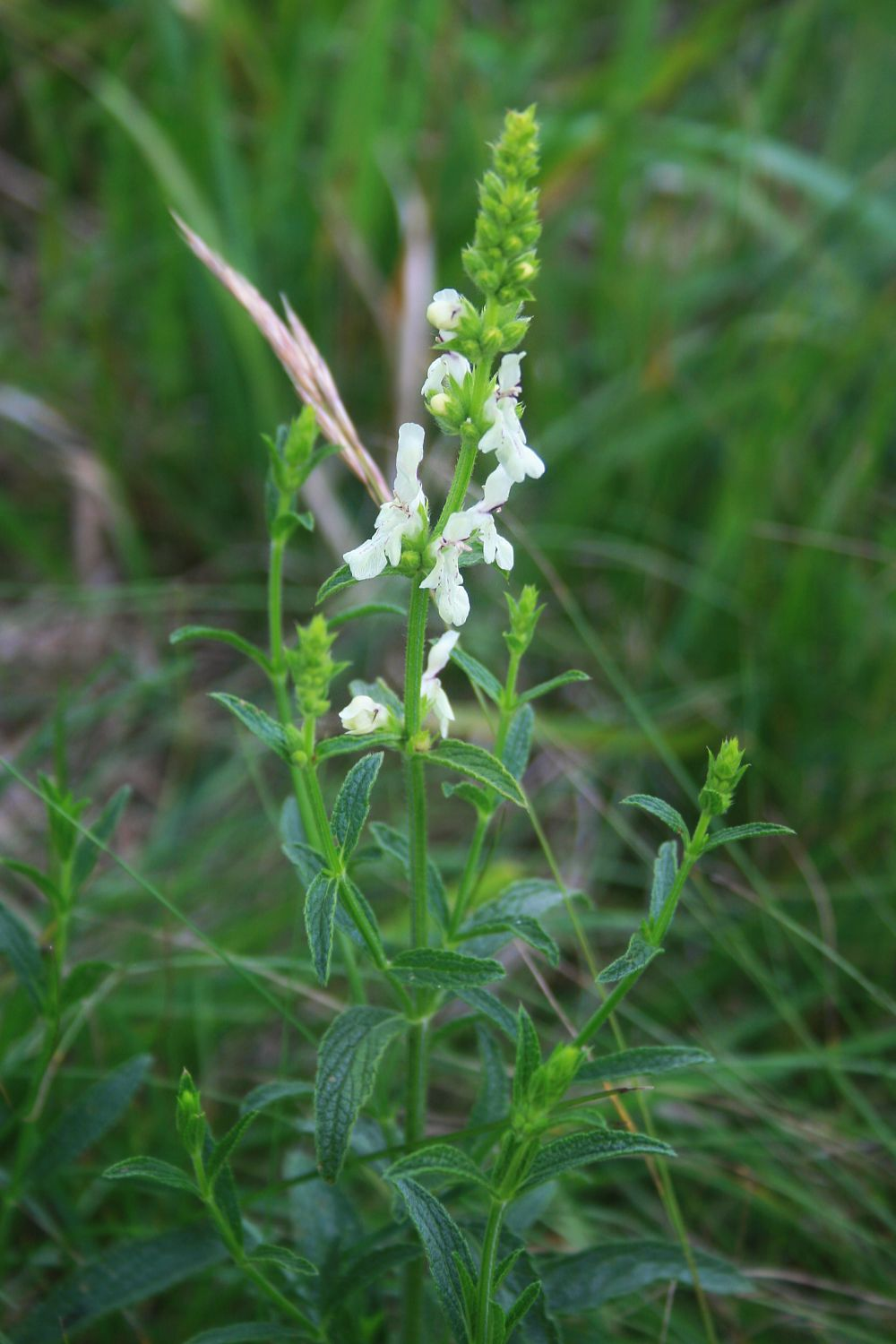
рослина
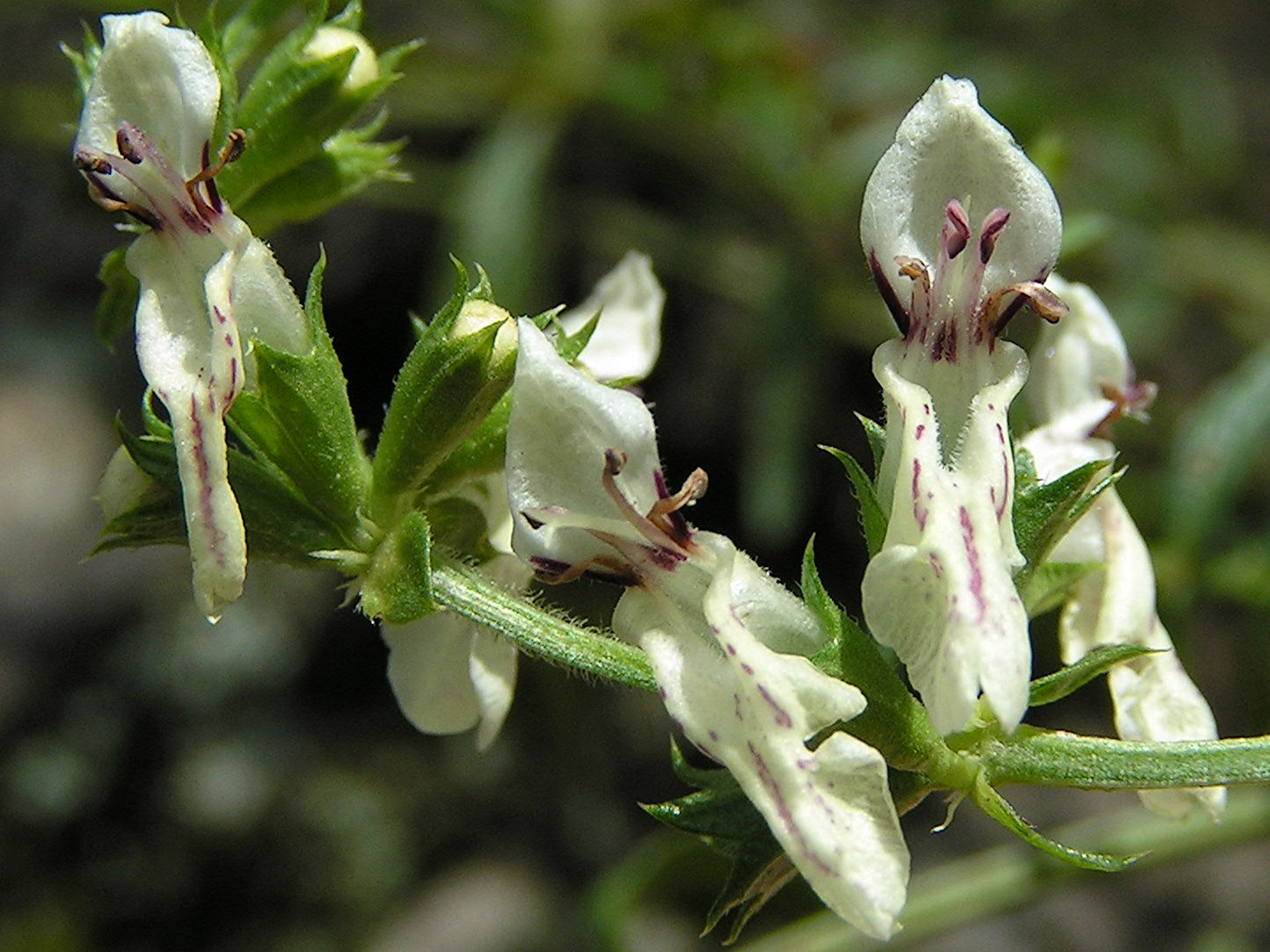
квіти
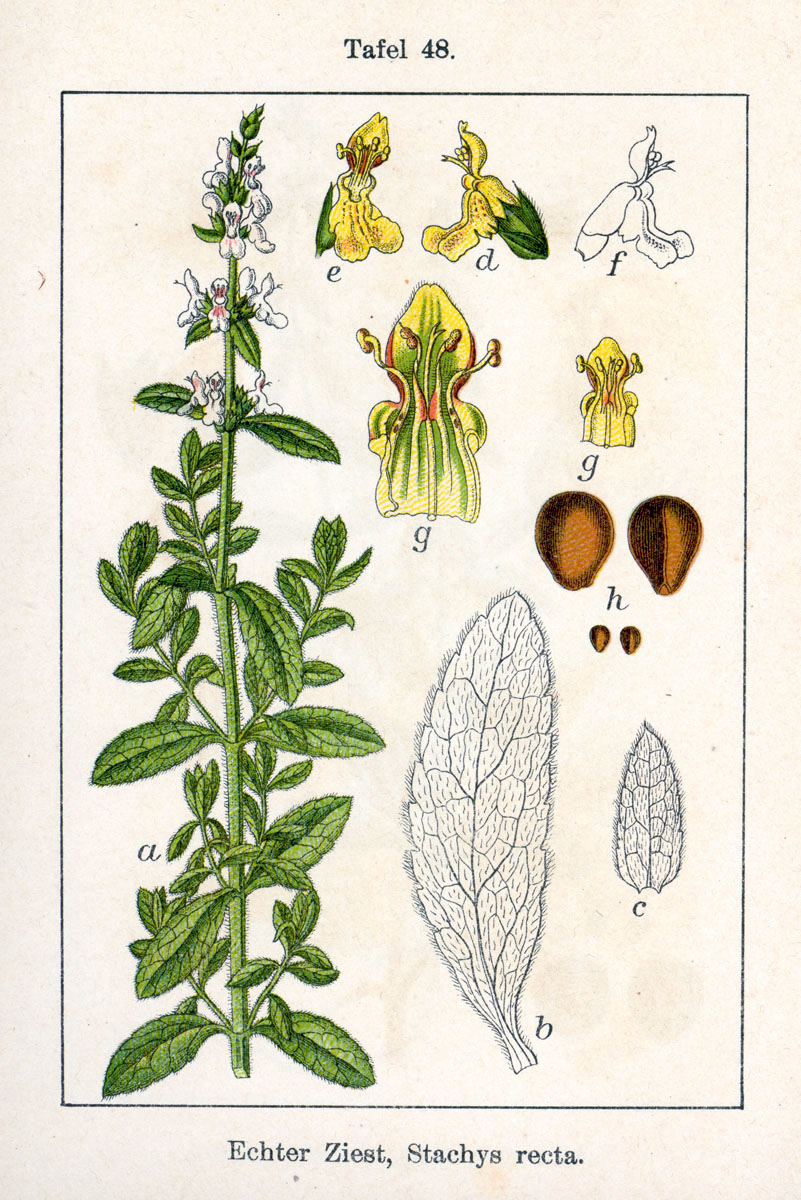
ілюстрація